# Étienne Laroche
Pour les articles homonymes, voir Laroche.
Étienne Laroche, né le 6 février 1914 à Montmorency et mort le 1er mars 1986 à Reims, est un producteur de cinéma et de télévision et directeur de production français.

## Biographie
Étienne Laroche produit de nombreux téléfilms français et de quelques longs métrages ainsi que de nombreux courts métrages documentaires.
Il collabore avec les sociétés de production française Télécip et Gaumont avec lesquelles il produit la plupart de ses films.
Il est fait chevalier des Arts et des Lettres, Médaille de la Résistance[réf. nécessaire].

## Distinctions
- Chevalier de l'ordre des Arts et des Lettres
- Médaille de la Résistance française

## Filmographie

### Opérateur
- 1944 : Falbalas de Jacques Becker

### Directeur de production
- 1965 : Belle et Sébastien (directeur de la production des 13 épisodes, d'après l'œuvre de Cécile Aubry)
  - L'avalanche
  - La valise de Norbert
  - La rencontre
  - La patrouille de douane
  - La veillée de Noël
  - L'incendie
  - Le refuge du Grand-Baou
  - La battue
  - Le jour de Noël
  - L'enquête
  - La preuve
  - La piste du grand défilé
  - L'étranger
- 1967 : Vidocq de Marcel Bluwal assisté de Claude Ventura
- 1974 : Vos gueules, les mouettes ! de Robert Dhéry
- 1982 : Les Maîtres du temps de René Laloux et Moebius

### Producteur
- 1960 : Les Années folles, documentaire de Mirea Alexandresco et Henri Torrent
- 1963 : Danses en fâ, documentaire sur le Bénin
- 1965 : Belle et Sébastien
- 1967 : Vidocq
- 1971 : Les Nouvelles Aventures de Vidocq
- 1972 : La Demoiselle d'Avignon
- 1973 : le Jeune Fabre
- 1974 : Les Brigades du Tigre, coproducteur
- 1977 : Les Diamants du Président de Claude Boissol
- 1978 : Claudine à Paris téléfilm d'Édouard Molinaro
- 1978 : Ce diable d'homme (série télévisée) de Marcel Camus
- 1978 : Les Brigades du Tigre
- 1979 : Mazarin
- 1979 : Pour tout l'or du Transvaal (série télévisée) de Claude Boissol
- 1981 : Salut champion (série télévisée) de Denis Lalanne
- 1981 : Blanc, bleu, rouge (série télévisée) de Claude Brulé